# 战地2100
《战地2100》（又译作）是一个未来背景的即时战略游戏。科技树中包含400多种组件，首创单位组合概念，各种车辆都可以从部件整合设计。支持单机任务和联机游戏。因为2004年的公开源代码，使得开发持续进行，出现了新的活力，也使得其拥有跨平台能力。

## 历史
《战地2100》原是一个1999年Pumpkin Studios开发，Eidos Interactive发行的商业游戏，2004将游戏主要部分释放为GPL协议的自由软件，2008年12月完全以自由软件的形式放出。很多桌面Linux发行版的软件仓库都包含这个游戏。

## 其他
- 重要开源游戏列表

## 外部連結
- （英文）The Warzone 2100 Resurrection Project—— 继续开发的GPL版本 （页面存档备份，存于）
- （英文）Resurrection Project的 GNA! 项目页
- （英文）科技树
- （英文）Freshmeat项目页 （页面存档备份，存于）
- （英文）Linux Game Tome 页面 （页面存档备份，存于）